# عملية نسر
العملية نسر هي حملة عسكرية مصرية في شبه جزيرة سيناء بدأت في 12 أغسطس 2011 بهدف تعقب عناصر إرهابية متطرفة يشتبه في مسؤوليتها عن تفجيرات أنبوب تصدير الغاز إلى إسرائيل وعن هجوم على قسم للشرطة في مدينة العريش. وذلك بعد إعلان تنظيم يطلق على نفسه اسم «جيش تحرير الإسلام» اعتزامه تحويل سيناء إلى إمارة إسلامية بعد أن يقوم بطرد الجيش والشرطة وقوات حفظ السلام منها.
على خلفية تلك الأحداث الإرهابية نشرت القوات المسلحة المصرية نحو 1000 جندي في سيناء لإعادة النظام إليها، وذلك بعد التشاور مع الجانب الإسرائيلي طبقا لاتفاقية السلام المبرمة بين مصر وإسرائيل، عام 1979 والتي تنص على نزع السلاح من مناطق ضخمة من سيناء. ولم توافق إسرائيل على أي تجاوز لهذا النص إلا مرة واحدة عام 2005 عندما سمحت لقوة شرطة مصرية بالتمركز على معبر رفح الحدودي بين مصر وقطاع غزة للمساعدة في إحكام الحصار حول القطاع الذي تسيطر عليه حركة حماس لوقف تهريب السلاح.

## العملية

### أغسطس 2011
في 14-15 أغسطس 2011، قبل الحصول على موافقة الحكومة الإسرائيلية، قامت مصر بنشر 2.500 فرد و250 حاملة أفراد مدرعة في مواقع رئيسية في سيناء. وكانت هذه أول مرة تقوم مصر فيها بنشر قوات عسكرية بعد توقيع معاهدة السلام مع إسرائيل عام 1979. تهدف العملية إلى محاربة المسلحين الارهابين ومحاربة الجرائم التي تهدد الأمن القومي المصري واستعادة القانون في سيناء.
في 15 أغسطس، اقتحمت قوات الأمن المصرية منزل كان يستخدمه خمس من قيادات الارهابين. قُتل أحدهم؛ واعتقل الأربعة الآخرون.
في 16 أغسطس، هاجم مجموعة مسلحون يعتقد أنها على صلة بحركات جهادية على نقطة تفتيش عسكرية مصرية. ولم تسفر الهجمات عن آي خسائر.
في 17 أغسطس، قُتل اثنان من البدو في جنوب سيناء. واتهمت عائلاتهم الشرطة المصرية بقتلهم، لكن الشرطة أعلنت عدم مسئوليتها عن الحادث.
في 18 أغسطس، وقع هجوم منظم على عسكريين ومدنيين إسرائيليين من سيناء، مما أدى إلى مقتل 6 مدنيين إسرائيليين وجنديين و5 جنود مصريين، و10 من المهاجمين.
في 29 أغسطس، صرح وزير الدفاع الإسرائيلي إهود باراك أن إسرائيل سوف توافق أن تقوم مصر بنشر آلاف الجنود المصريين في سيناء، على الرغم من أن اتفاقيات كامپ داڤيد تحظر ذلك.

### أغسطس 2012
بعد أيام قليلة من هجوم الحدود المصرية الإسرائيلية 2012، قام الجيش المصري بالاشتراك مع الشرطة بعملية لقتال المسلحين الذين قاموا بالهجوم على قوات الأمن المصرية في شمال سيناء. تزامنت العملية مع وقوع عدد من الاشتباكات بين المسلحين وقوات الأمن في عدة نقاط أمن في سيناء. في إحدى الهجمات، فتح مسلح النار على ثلاثة من قوات الأمن، وجرح 6 أشخاص على الأقل، مما أثار موجة من الاحتجاجات في مصر مطالبة بحماية الجنود المصريين.
مروحية أپاتشي مصرية هاجمت قرية الطومة، بشمال سيناء، وقتلت ما لا يقل عن 20 مسلح.
في الساعة 3.20 صباحاً، يوم 8 أغسطس، في أعقاب مجموعة الهجمات على نقاط التفتيش المصرية، قامت قوات الجيش بقتل 20 مسلح، وجرح عشرات آخرين، ودمرت ثلاث عربات مدرعة يملكها المسلحين في قرية الطومة في سيناء. وكانت هذه أول غارات جوية تقوم بها مصر في سيناء منذ حرب 1973 وبعد توقيع معاهدة السلام مع إسرائيل، وصرح قائد العملية أن الجيش تلقى معلومات بتواجد عدد من المسلحين في القرية. وقامت قوات الأمن بعدة هجمات منفصلة حول منطقة الشيخ زويد.
صرحت مصادر أمنية مصرية أن هناك أكثر من 2.000 مسلح إسلامي في منطقة سيناء، وتشير وسائل الاعلام المصرية للعملية باسم «عملية تطهير سيناء». يقول الجيش أن الهدف من العملية «استعادة الأمن باستهداف العناصر الإرهابية المسلحة في سيناء». أعلنت مصادر أمنية في مدينة الشيخ زويد بسيناء، اقتحام الجيش المصري مئات المنازل في المنطقة للبحث عن الإرهابيين ومصادرة الأسلحة. في اليوم التالي، صرح الجيش المصري أن عمليته موجهة ضد المسلحين في شبه جزيرة سيناء «قد حققت نجاحاً وسوف تستمر».

## نتائج العملية

### خلال عام 2014
- في 26 يوليو 2014 قتل 14 من العناصر الإرهابية، وتم القبض على 47 فردا آخرين، كما تم تدمير تدمير 8 دراجات بخارية والقبض على 6 عربة (ملاكى - نصف نقل).[3]
- في 25 يوليو 2014 قتل 12 من العناصر الإرهابية، وتم القبض على 11 فردا آخرين، خلال مداهمات بمناطق (قرية التومة - تجمع أبو عيطة - إثل أبو محارب - تجمع أبو ملحوس - الجميعى - العجرا - المهدية - قرية اللفيتات) أسفرت عن وتدمير 6 عربة و36 منزل و40 عشة و12 دراجة بخارية.[4]
- في 23 يوليو 2014 قتل 5 من العناصر الإرهابية، وتم القبض على 31 فردا آخرين، كما تم تدمير عشتين و3 دراجات بخارية وضبط 3 عربات كانت تستخدم في تنقل العناصر الإرهابية بمناطق الريسة - السكاكسة - جسر الوادى. وفي منطقة الشيخ زويد تم تدمير 13 منزلا ودراجتين بخاريتين وعشتين و3 عربات ربع نقل و4 مزارع للعناصر الإرهابية بمناطق الحسينات - القومية، وكذلك تدمير 5 منازل ودراجتين بخاريتين و7 عشش للعناصر الإرهابية بمناطق نجع شبانة - جوز أبو رعد برفح. وتفجير عدد 2 صاروخ محلى الصنع. كما تم تفجير 2 عربة مفخخة و6 عبوة ناسفة بمنطقتى (الزوارعة - النصرانية) جنوب الشيخ زويد وعربة فيرنا وتدمير 15 منزل وعربة ربع نقل و21 دراجة بخارية وحرق 35 عشة وإصابة 2 فرد تكفيرى.[5][6]
- في 16 يوليو 2014 تم القبض على 3 من العناصر الإرهابية بالعريش. وتم ضبط فتحة نفق بداخل أحد المنازل عثر بداخله على 20 طابة صواريخ ميكانيكية. كما تمكنت عناصر حرس الحدود من ضبط 10 أطنان و 730 كجم من نبات البانجو المخدر داخل مركبين للصيد بمنطقة الزعفرانة على ساحل خليج السويس.[7]
- في 15 يوليو 2014 قتل 7 من العناصر الإرهابية خلال مداهمة عدد من البؤر الإرهابية بقرية الفتات جنوب مدينة الشيخ زويد.[8]
- في 03 يوليو 2014 قتل 17 من العناصر الإرهابية، وتم القبض على 3 أفراد آخرين، خلال مداهمات بمناطق (الوفاق، السدود، دوار التانك) بالشيخ زويد ورفح.[9]
- في 27 إبريل 2014 قتل أحد العناصر الإرهابية، وتم القبض على 20 فردا آخرين خلال مداهمة عدة بؤر إرهابية بمناطق، الخروبة، غرب الشلاق، بالعريش، وأبوطويلة، أبو العراج، أبوزرعي، بالشيخ زويد، وزغرب، الحلوات، البرازيل، كندا، شمال المنفذ، برفح. كما تم ضبط 3 سيارات، وحرق 13 دراجة بخارية، وحرق 32 عشة، وتدمير 5 فتحات أنفاق، ونسف منزلين.[10]
- في 11 إبريل 2014 قتل أحد العناصر الإرهابية الخطرة خلال محاصرته بقرية التومة بمدينة الشيخ زويد.[11]
- في 12 مارس 2014 قتل 7 من العناصر الإرهابية، وتم القبض على 97 فردا آخرين خلال مداهمات لقوات الجيش الثاني الميداني شرق وغرب قناة السويس وخلال اشتباكات مع إرهابيين بمنطقة التنك غرب قرية المدفونة الشمالية بأحد المزارع شمال سيناء. وتم تدمير مخزن خاص بأحد عناصر جماعة أنصار بيت المقدس، والذي عثر بداخلة على 25 شكارة بارود بإجمالى وزن 1250 كجم، و50 جركن حمض الكبريتيك المركز بإجمالى 1000 لتر و4 زجاجات من مادة الميثايل سكفوكسيد (السامة). كما تم ضبط كميات من الذخائر والمتفجرات وبيانها قنبلة يدوية دفاعية، دانة هاون 120 مم بالطبة، دانة مدفع بب عيار (105) مم، بقايا صاروخ م م م د، و4 طبه صاروخ جراد، و2 عبوة متفجرة متوسطة الحجم. وتم تدمير 19 عربة و21 دراجة بخارية، وحرق 33 عشة.[12]
- في 05 مارس 2014 قتل 10 من العناصر الإرهابية، وتم القبض على 43 فردا آخرين. كما تم تدمير سبع فتحات أنفاق لتهريب الأفراد والبضائع بمناطق (الشلايفة - صلاح الدين - الصرصورية - البرازيل). وحرق 85 مخبأ تستخدمها العناصر الإرهابية كقواعد انطلاق لتنفيذ هجماتها ضد قوات الجيش والشرطة فضلا عن العثور على ماسورة مدفع داخل أحد منازل العناصر الإرهابية.[13]
- في 31 يناير 2014 قتل 7 من العناصر الإرهابية وتم إصابة 5 أفراد آخرين خلال قصف للقوات الجوية بجنوب الشيخ زويد استهدف عدد 4 منازل خاصة بعناصر إرهابية تم تدميرها بالكامل.[14]

### خلال عام 2013
- في 20 ديسمبر 2013 قتل 3 من العناصر الإرهابية في مداهمة بمنطقة غرب المهدية برفح.[15]
- في 05 نوفمبر 2013 قتل 3 من العناصر الإرهابية، وتم القبض على 9 أفراد آخرين خلال مداهمات بقرى المهدية، ونجع شبانة، والسكاسكة، ودرغام، والتلول، وأبو طويلة ومصفق. كما أزالت عناصر الجيش الثاني الميداني 30 عشة ومنزل وأحرقت ودمرت 8 عربات و15 دراجة بخارية. كما دمرت وأحرقت عربتين فنطاس وقود سعة طن وقود، ودمرت 3 بيارات وقود بإجمالى 40 طن، كما أعدمت جوالين من مخدر البانجو.[16]
- في 02 نوفمبر 2013 تم القبض على 35 من العناصر الإرهابية والمشتبه بهم، واكتشاف وتدمير 3 أنفاق لتهريب الأفراد والبضائع، وضبط 8 عربات و11 دراجة نارية وكمية من الأسلحة والذخائر. وتدمير 15 عشة، وذلك خلال مداهمة وتمشيط عدد من الأوكار والبؤر الإجرامية بمدن العريش، رفح، الشيخ زويد، بئر العبد.[17]
- في 29 أكتوبر 2013 تم القبض على 54 من العناصر الإرهابية وتدمير عدد 12 بؤرة إرهابية. وتم ضبط 3 قنابل يدوية وكيلو جرام من مادة TNT شديدة الانفجار وضبط كميات من الذخيرة وعدد من الخزن للبنادق الآلية والطبنجات وجهاز لاسلكى. كما قامت القوات بتدمير 11 سيارة و32 دراجة نارية و19 سيارة فنطاس وقود بإجمالى 228 طن وقود أنواع و35 بيارة وقود بإجمالى 350 طن وقود أنواع، كما تم اكتشاف وتدمير 6 مزارع لنبات البانجو المخدر ومخزن يستخدم في أعمال التهريب عثر بداخله على 7 طن من نبات البانجو المخدر.[18] كما تم القبض على أحد العناصر الإرهابية يرتدى زى سيده منتقبه وذلك أثناء مراقبته لأوضاع أحد الكمائن الأمنية بمدينة رفح.[19]
- في 27 أكتوبر 2013 تم القبض على 40 من العناصر الإرهابية والمشتبه بهم خلال مداهمة عدد من البؤر الإرهابية خلال مداهمة وتفتيش العديد من القرى والمنطقة الصناعية بالعريش والزراعات شرق وغرب مطار العريش.[20]
- في 24 أكتوبر 2013 تم القبض على 9 من العناصر الإرهابية خلال مداهمة عدد من البؤر الإرهابية.[21]
- في 23 أكتوبر 2013 تم القبض على 4 من العناصر الإرهابية خلال مداهمة عدد من البؤر الإرهابية بقريتى المقاطعة والمهدية، الواقعتين بشمال سيناء. تم حرق وتدمير عدد 2 بيارة وقود، وعدد 35 عشة وعدد 7 عربة نصف نقل وملاكى و2 دراجة نارية وعدد 1 بيتش باجى. وتم ضبط كميات من الأسلحة والذخائر والأدوات والمعدات الفنية ومواد النسف والتدمير وكارتونة كتب وأوراق تكفيرية.[22]
- في 08 أكتوبر 2013 تم القبض على 7 من العناصر الإرهابية، وضبط كمية من الأسلحة والذخيرة، تم حرق وتدمير عدد 49 عشة وتدمير عدد 14 سيارة و10 دراجات بخارية.[23]
- في 07 أكتوبر 2013 قتل 4 من العناصر الإرهابية، وتم القبض على 6 أفراد آخرين.[24]
- في 22 سبتمبر 2013 تم القبض على 8 أفراد من العناصر الإرهابية خلال مداهمة عدد من البؤر الإرهابية بقرى التومة، الظهير، المقاطعة، والتي أسفرت عن تدمير عدد 13 عشة، وضبط عدد 7 جوال تحتوى على مادة TNT المبشور والتي يقدر وزنها بحوالى 0.5 طن إلى جانب أسلاك كهرباء ومعدات تفجير، وعدد 4 خزان وقود تقدر سعتهم التخزينية بحوالى 4 طن. كما تم تدمير 2 عربة دفع رباعي، وضبط كميات من الأسلحة والمعدات والأدوات الفنية.[25] وفي عملية أخلى تم ضبط عدد 63 جوال بداخلهم عدد 1600 لفافة لنبات البانجو المخدر بإجمالى وزن 3.363 طن.[26]
- في 18 سبتمبر 2013 تم ضبط معدات لاسلكية مخبأة داخل سيارة نقل أثناء عبورها معدية القنطرة غرب وفي إتجاهها إلى مدينة العريش لإستغلالها وإستخدامها أثناء تنفيذ العمليات الإرهابية.[27]
- في 17 سبتمبر 2013 تم القبض على 4 من العناصر الإرهابية.[28]
- في 10 أغسطس 2013 نفذت عملية نوعية ضد مجموعة إرهابية بجنوب قرية التومة بمدينة الشيخ زويد، أسفرت عن وقوع 25 فردا من العناصر الإرهابية ما بين قتيل وجريح، إلى جانب تدمير مخزن للأسلحة والذخيرة.[29]